# Bellengreville (Calvados)
Bellengreville (bɛlɑ̃ɡʁəvilⓘ) – miejscowość i gmina we Francji, w regionie Normandia, w departamencie Calvados.
Według danych na rok 1990 gminę zamieszkiwało 1391 osób, a gęstość zaludnienia wynosiła 137 osób/km² (wśród 1815 gmin Dolnej Normandii Bellengreville plasuje się na 162. miejscu pod względem liczby ludności, natomiast pod względem powierzchni na miejscu 496.).